# Evelyn Bryan Johnson
Evelyn Stone Bryan Johnson (4. studenog 1909. – 10. svibnja 2012.), poznata i pod nadimkom Mama bird („Mama-ptica”), bila je najstarija instruktorica letenja na svijetu i – u jednom trenutku – pilot s najvećim brojem sati letenja na svijetu od bilo kojeg živućeg pilota. Bila je pukovnica u Civilnoj zračnoj patroli SAD-a (engleski: Civil Air Patrol) i jedna od osnivača eskadrile Civilne zračne patrole Morristowna u Tennesseeju.